# Romanž na Soči
Romanž na Soči (italijansko Romans d'Isonzo, furlansko Romans dal Lusinç) je naselje in občina s 3.680 prebivalci v italijanski deželi Furlanija - Julijska krajina.